# Electric Ladyland
"Electric Ladyland" is het derde en laatste album van de Jimi Hendrix Experience. Het werd uitgebracht in 1968, en werd het bestverkochte album dat Hendrix ooit maakte. Dit album wordt door critici beschouwd als verreweg het beste werk in Hendrix' carrière, en de naam wordt vaak genoemd als een van de beste rockalbums aller tijden, met legendarische nummers zoals de cover van Bob Dylans "All Along the Watchtower" en de instrumentale bluessong "Voodoo Chile" (met Steve Winwood op Hammond).

## Opname
In het begin had Hendrix' toenmalige manager, Chas Chandler, nog steeds veel controle over de opnames. Maar na een aantal weken van opnamesessies werd Chandler zeer gefrustreerd van Hendrix' extreme perfectionisme, en besloot de controle aan Hendrix zelf te geven. Hendrix verhuisde de opnamesessies naar zijn zelfgebouwde studio, die hij samen beheerde met zijn geluidstechnicus Eddie Kramer, genaamd "Electric Ladyland Studios".
Het opnemen van dit album duurde veel langer dan de voorgaande twee, aangezien Chandler Hendrix er steeds van probeerde te overtuigen dat veel van het muzikantenwerk "business-orientated" was, zoals hij het zelf noemde. Omdat Hendrix nu dus zelf in de studio zat en alles beheerde, kon hij zijn eigen weg gaan, en deed alles veel preciezer. Zo liet hij bijvoorbeeld Dave Mason de akoestische gitaartrack onder "All Along The Watchtower" meer dan 20 keer inspelen voordat hij zelf tevreden was, tot grote irritatie van de overige bandleden. Bovendien drong Hendrix erop aan dat elk nummer meerdere malen zou opgenomen worden. Voor "Gypsy Eyes" werden bijvoorbeeld 43 opnames gemaakt, en Hendrix was nog steeds niet tevreden met het resultaat.
Hendrix gebruikte voor elk lied verschillende artiesten. Zo gebruikte hij voor 8 nummers de drummer Buddy Miles, in plaats van zijn Experience-drummer Mitch Mitchell, en speelde hij ook vaak zelf de baspartijen in. Hij zong ook de backing vocals van "Have You Ever Been (To Electric Ladyland)" en "Long Hot Summer Night" zelf in.

## Release en ontvangst door publiek
Electric Ladyland werd in de Verenigde Staten uitgebracht in oktober 1968 en werd Hendrix' enige album dat de eerste positie haalde in de hitlijsten. De versie voor het Verenigd Koninkrijk bereikte de vijfde plaats. De cover van deze versie was zeer controversieel: de voorziene cover geraakte niet op tijd in het Verenigd Koninkrijk om gedrukt te worden, en daarom werd in de plaats een cover met naakte vrouwen uitgebracht. Hendrix zelf hield niet van deze cover. Ze wordt, op verzoek van zijn familie, dan ook niet meer gebruikt, en de versie voor de VS wordt beschouwd als de enige officiële.

In de eindfase van de productie van het album werd "Electric Ladyland" bijna hernoemd naar "Electric Landlady". Hendrix merkte de fout tijdig op, en de titel werd opnieuw veranderd.

## Tracklist
Alle nummers geschreven door Jimi Hendrix, behalve waar vermeld. 

### Kant 1
1. "...And The Gods Made Love" – 1:21
2. "Have You Ever Been (To Electric Ladyland)" – 2:12
3. "Crosstown Traffic" – 2:25
4. "Voodoo Chile" – 15:05

### Kant 2
1. "Little Miss Strange" (Noel Redding) – 2:50
2. "Long Hot Summer Night" – 3:30
3. "Come On" (Part 1) (Earl King) – 4:10
4. "Gypsy Eyes" – 3:46
5. "Burning of the Midnight Lamp" – 3:44

### Kant 3
1. "Rainy Day, Dream Away" – 3:43
2. "1983... (A Merman I Should Turn to Be)" – 13:46
3. "Moon, Turn the Tides...Gently Gently Away" – 1:01

### Kant 4
1. "Still Raining, Still Dreaming" – 4:24
2. "House Burning Down" – 4:35
3. "All Along the Watchtower" (Bob Dylan) – 4:01
4. "Voodoo Child (Slight Return)" – 5:14